# Raffaello - Il principe delle arti in 3D
Raffaello - Il principe delle arti in 3D è un film del 2017 diretto da Luca Viotto. 
Si tratta del primo film d’arte mai realizzato su Raffaello Sanzio, prodotto da Sky e Magnitudo Film, in collaborazione con i Musei Vaticani. Il regista Luca Viotto è deceduto poco prima della distribuzione del film, all’inizio del quale compare una dedica.

## Trama
(Pietro Bembo, epitaffio sulla tomba di Raffaello al Pantheon di Roma)
Si ricostruisce il percorso artistico e umano del pittore e architetto rinascimentale Raffaello Sanzio (1483-1520). Muore a soli 37 anni eppure riesce a lasciare un segno indelebile nella storia dell’arte. Il destino di Raffaello sembra scritto nelle sue radici. Giovanni Santi, il padre, è pittore ed intellettuale alla corte di Federico da Montefeltro e fu probabilmente il suo primo formatore ed ispiratore. Rimasto orfano a soli undici anni l’unica strada possibile per Raffaello sembra essere l’arte. Una scelta coraggiosa e che si rivelerà vincente. A soli 17 anni, diviene magister, l’inizio di un percorso inarrestabile. Da enfant prodige a principe delle arti nell’arco di due decenni, Raffaello sa trarre dagli straordinari incontri umani della sua vita strumenti per la propria ascesa personale. Impara dai grandi maestri e li supera. Entra nelle grazie dei Papi e dei potenti, ama la vita e la vive con intensità.
Un’esistenza indimenticabile al pari delle sue opere, che questo film prova a ripercorrere, dai primi passi ad Urbino fino al capitolo romano, apice ed epilogo del suo percorso umano ed artistico. Un dialogo tra vita e opere che si snoda attraverso digressioni artistiche, affidate agli storici dell’arte Vincenzo Farinella (Professore di Storia dell’arte moderna presso l’Università degli Studi e la Scuola Normale di Pisa), Antonio Natali (Direttore della Galleria degli Uffizi sino al 2015) e Antonio Paolucci (Direttore dei Musei Vaticani 2007-2016), e ricostruzioni storiche che ritraggono Raffaello nei momenti più rappresentativi.

### Ricostruzione della Cappella Sistina prima del Giudizio Universale
Tra le opere di Raffaello approfondite nel film, un capitolo speciale è dedicato agli Arazzi, la cui ideazione fu commissionata a Raffaello da Papa Leone X alla fine del 1514, oggi custoditi nel Salone di Raffaello nei Musei Vaticani. Raffaello, che non si era mai cimentato prima con gli arazzi, concepisce una serie di cartoni preparatori policromi, che invia come modelli nella più prestigiosa manifattura fiamminga dell’epoca. Un’opera immane realizzata in soli quattro anni, pochi mesi per i cartoni preparatori e tre anni per la tessitura. La notte del 26 dicembre del 1519, alla presenza del Papa, dei cardinali e degli intellettuali di curia, i primi 7 arazzi di Raffaello vengono esposti in Cappella Sistina. Niente meno che un “miracolo”, così Vasari definisce l’esposizione degli arazzi, resi ancora più meravigliosi dall’impressionante impatto visivo e scenografico della loro collocazione, a portata di sguardo e in una Cappella Sistina che in quella fatidica notte va immaginata molto diversa da come appare oggi.
A quel tempo il Giudizio Universale non era ancora stato dipinto e al suo posto la parete d’altare era affrescata con opere del Perugino e di Michelangelo, andate distrutte quando Michelangelo affrescò il Giudizio Universale e di cui sono state tramandate solo scarne testimonianze e disegni.
Tra le opere che decoravano la parete, il posto d'onore, sopra all'altare, era occupato da una finta pala d'altare ad affresco, opera del Perugino, raffigurante l'Assunzione della Vergine, alla presenza del committente, il pontefice Sisto IV della Rovere. Al di sopra prendevano avvio i due grandi cicli di affreschi che fasciavano tutte e quattro le pareti della Cappella: le Storie di Mosè a sinistra, aperte sulla parete d’altare dal Ritrovamento di Mosè nel Nilo, e le Storie di Cristo a destra, inaugurate sulla stessa parete dalla Natività. Entrambe queste opere erano state realizzate dal Perugino, che poi sulle pareti lunghe si sarebbe trovato a collaborare con altri artisti (Botticelli, Domenico Ghirlandaio, Cosimo Rosselli). Ancora sopra cominciava la sequenza dei pontefici, che da Pietro (o da Cristo) doveva giungere fino al Papa regnante: è possibile che anche queste quattro figure fossero state affrescate dal Perugino, vero e proprio dominatore di questa parete d'altare. Infine le due lunette erano state dipinte da Michelangelo con una serie di grandiosi antenati di Cristo.

### Le fonti di ispirazione delle ricostruzioni storiche (fiction)
Le ricostruzioni storiche del film (9 in totale) introducono i capitoli di digressione artistica che sono suddivisi a livello macro in: l’infanzia ad Urbino e la formazione, il periodo fiorentino, il periodo in Vaticano, il periodo romano, la morte. La scelta per la realizzazione delle ricostruzioni è stata di ispirarsi a dipinti dell’800 francese dedicati ai momenti cruciali della vita di Raffaello.
I dipinti che hanno ispirato alcune delle ricostruzioni:
1. Raffaello nello studio di Leonardo a Firenze in cui ha l’occasione di ammirare la Gioconda (Leonard peignant la Joconde - Aimée Brune-Pagès)
2. Raffaello in Vaticano, che attira le attenzioni di Papa Giulio II, entrando in competizione con Michelangelo (Raphael au Vatican - Horace Vernet)
3. Raffaello che, ricevute le chiavi da Bramante, ha la possibilità di ammirare in anteprima la volta della Cappella Sistina che Michelangelo sta affrescando (Raphael à la Sixtine - ean- Jean-Léon Gérôme)
4. L’incontro tra Raffaello e Fornarina lungo le rive del Tevere (Raffaello e la Fornarina sullo sfondo di Castel Sant'Angelo – anonimo tedesco)
5. Raffaello che immortala la Fornarina nello splendido ritratto de ‘La Velata’ (Raphael et la Fornarina - Jean Auguste Dominique Ingres)
6. Il letto di morte di Raffaello, circondato da amici e artisti, tra cui la Fornarina e Pietro Bembo, nonché Papa Leone X. Sul capezzale troneggia la Trasfigurazione (Honneurs rendus à Raphaël après sa mort - Pierre-Nolasque Bergeret)
La produzione ha commissionato ad artisti e artigiani italiani le riproduzioni in scala reale di alcune delle opere di Raffaello e di altri artisti che compaiono nelle scene di fiction. I maestri pittori della Bottega Tifernate di Città di Castello hanno riprodotto con la tecnica della pictografia - che consente di stampare ad olio su supporti come tela, legno o addirittura affresco - capolavori come La Gioconda di Leonardo e la Trasfigurazione dello stesso Raffaello dalle dimensioni enormi di 4 metri per 3, la Madonna con Bambino attribuita a Giovanni Santi o allo stesso Raffaello e la Velata.
Le riproduzioni dei dipinti per la ricostruzione della Cappella Sistina del periodo pre-Giudizio Universale, sono state dipinte dall’artista Marco Romano grazie alle fonti disponibili e collocate virtualmente nel modello ricostruttivo della Cappella.
Le scene di Raffaello bambino sono realizzate nei luoghi originali in cui l’artista visse e trascorse il suo tempo ad Urbino, rimasti quasi totalmente come erano nel ‘500: Urbino con i suoi vicoli, la Casa Natale dell’artista e il Palazzo Ducale. Le altre scene sono invece realizzate per lo più in studio.

## Produzione
Le riprese si sono svolte a Urbino (Casa Santi), Firenze e Roma.
Il film d’arte ha ottenuto il Riconoscimento del MiBACT - Direzione Generale Cinema ed è stato realizzato in collaborazione con Magnitudo Film e i Musei Vaticani.

## Distribuzione
Il film d’arte ha esordito nei cinema italiani il 3, 4 e 5 aprile 2017, distribuito da Nexo Digital per poi approdare nei cinema di 60 paesi del mondo.
Il 17 dicembre 2017 è stata trasmessa la prima visione sui canali Sky Arte HD, Sky 3D, Sky Cinema Uno HD e Sky On Demand.

## Accoglienza

### Incassi
In Italia, il film è stato visto da quasi 50.000 spettatori, incassando in totale oltre 500000 €.

## Curiosità ed esclusive
- La ricostruzione della Cappella Sistina riproducendo gli affreschi del Perugino e di Michelangelo che decoravano la parete d’altare prima del Giudizio Universale e con gli Arazzi di Raffaello esposti (attualmente custoditi nella Sala VIII della Pinacoteca Vaticana). Non esiste nessuna testimonianza pittorica della Cappella Sistina a quell’epoca.
- Inedite riprese in 3D e 4K all’interno del Palazzo Apostolico, mai effettuate sinora: Le Logge di Raffaello e l’appartamento del Cardinal Bibbiena, tuttora residenza privata del Governatorato, soffermandosi sulla Loggetta e la Stufetta
- Lo svelamento da parte del prof. Paolucci del restauro in corso della Sala di Costantino e della nuova ipotesi che attribuisce a Raffaello l’affresco della Comitas (la Mansuetudine)
- L’esclusiva esposizione temporanea delle due Pale rappresentanti Gli Sposalizi della Vergine di Perugino e di Raffaello, esposte per la prima volta in assoluto per pochi mesi una di fianco all’altra presso la Pinacoteca di Brera
- Le riprese e la ricostruzione in realtà virtuale a 360° nella Cappella Sistina
- Le ricostruzioni storiche che ripercorrono momenti significativi della vita di Raffaello sono ispirate a dipinti dell’800 francese
- Vengono utilizzati oltre 40 costumi di cui 10 originali, compreso l’abito della dama Velata

## Opere

### Le opere di Raffaello nel film
- Madonna di Casa Santi,[2] 1498, affresco, 96 x 67 cm, Urbino, Casa Santi
- Autoritratto, 1506, olio su tavola, 47,5 x 33 cm, Firenze, Galleria degli Uffizi
- Angelo (frammento della Pala del beato Nicola da Tolentino), 1500-1501, olio su tavola trasportato su tela, 31 x 27 cm, Brescia, Pinacoteca Tosio Martinengo
- Angelo (frammento della Pala del beato Nicola da Tolentino), 1500-1501, olio su tavola, 58 x 36 cm, Parigi, Museo del Louvre
- Crocifissione Gavari, 1503, olio su tavola, 279 x 166 cm, Londra, National Gallery
- Incoronazione della Vergine, 1503, olio su tavola trasportato su tela, 267 x 163 cm, Città del Vaticano, Pinacoteca vaticana
- Sposalizio della Vergine, 1504, olio su tavola, 170 x 117 cm, Milano, Pinacoteca di Brera
- Ritratto di Agnolo Doni, 1506, olio su tavola, 65 x 45 cm, Firenze, Galleria Palatina
- Ritratto di Maddalena Strozzi, 1506, olio su tavola, 63 x 45 cm, Firenze, Galleria Palatina
- Madonna del Belvedere, 1506, olio su tavola, 113 x 88 cm, Vienna, Kunsthistorisches Museum
- Sacra Famiglia Canigiani, 1507, olio su tela, 131 x 107 cm, Monaco, Alte Pinakothek
- Madonna del Cardellino, 1506, olio su tavola, 107 x 77 cm, Firenze, Galleria degli Uffizi
- Belle Jardinière, 1508, olio su tavola, 122 x 80 cm, Parigi, Museo del Louvre
- Deposizione di Cristo, 1507, olio su tavola, 184 x 176 cm, Roma, Galleria Borghese
- Madonna del Baldacchino, 1506-1508, olio su tela, 279 x 217 cm, Firenze, Galleria Palatina
- Ritratto di Giulio II, 1511, olio su tavola, 108,7 x 80 cm, Londra, National Gallery
- Scuola di Atene (Stanza della Segnatura), 1509-1511, affresco, 770 x 500 cm, Città del Vaticano, Pinacoteca vaticana
- Cartone preparatorio Scuola di Atene, 1509-1510, carboncino e biacca su carta, Milano, Pinacoteca Ambrosiana
- Disputa del Sacramento (Stanza della Segnatura), 1508-1509, affresco, 770 x 500 cm, Città del Vaticano, Pinacoteca vaticana
- Liberazione di san Pietro (Stanza di Eliodoro), 1512-1513, affresco, 660 x 500 cm, Città del Vaticano, Pinacoteca vaticana
- Ritratto di Leone X con i cardinali Giulio de' Medici e Luigi de' Rossi, 1518, olio su tavola, 155,2 x 118,9 cm, Firenze, Galleria degli Uffizi
- Incendio di Borgo (Stanza dell'Incendio di Borgo), 1514, affresco, 670 x 500 cm, Città del Vaticano, Pinacoteca vaticana
- Comitas (Mansuetudine)[3] (Sala di Costantino), 1520, olio su muro, Città del Vaticano, Pinacoteca vaticana
- Madonna di Foligno, 1511-1512, olio su tavola trasportato su tela, 320 x 194 cm, Città del Vaticano, Pinacoteca vaticana
- Madonna Sistina, 1512-1513, olio su tela, 265 x 196 cm, Dresda, Gemaldegalerie
- Stufetta del cardinal Bibbiena, 1516, ambiente, Città del Vaticano, Appartamento del cardinal Bibbiena (Palazzo Apostolico)
- Loggetta del cardinal Bibbiena, 1516, ambiente, Città del Vaticano, Appartamento del cardinal Bibbiena (Palazzo Apostolico)
- Loggia di Raffaello,[3] 1517-1519, ambienti/affreschi, Città del Vaticano, Palazzo Apostolico
- Pesca miracolosa,[4] 1515-1519, arazzo, 360 x 400 cm, Città del Vaticano, Pinacoteca vaticana
- Cartone preparatorio Pesca miracolosa, 1515-1516, tempera su carta, Londra, Victoria and Albert Museum
- La Fornarina, 1518-1519, olio su tavola, 85 x 60 cm, Roma, Palazzo Barberini (Galleria Nazionale d'Arte Antica)
- La Velata, 1513-1514, olio su tavola, 82 x 60,5 cm, Firenze, Galleria Palatina
- Trionfo di Galatea, 1512, affresco, 295 x 225 cm, Roma, Villa Farnesina
- Loggia di Psiche,[3] 1517-1518, ambiente, Roma, Villa Farnesina
- Trasfigurazione,[5] 1518-1520, olio su tavola, 410 x 279 cm, Città del Vaticano, Pinacoteca vaticana
- Tomba di Raffaello,[6] 1520, bassorilievo, Roma, Pantheon

### Le opere su Raffaello che hanno ispirato le ricostruzioni storiche
- Aimée Brune Pagès, Leonard peignat la Joconde (Leonardo dipinge la Gioconda), 1845
- Horace Vernet, Raphael au Vatican (Raffaello in Vaticano), 1832, 392 x 300 cm, Parigi, Museo del Louvre
- Jean-Léon Gérôme, Raphael à la Sixtine (Raffaello in Cappella Sistina)
- Anonimo tedesco, Raffaello e la Fornarina sullo sfondo di Castel Sant'Angelo, olio su tela, 170 x 137 cm
- Jean-Auguste-Dominique Ingres, Raphael et la Fornarina (Raffaello e la Fornarina), 1814, olio su tela, 68 x 55 cm, Cambridge (Massachusetts), Fogg Art Museum
- Pierre-Nolasque Bergeret, Honneurs rendus à Raphael après sa mort (L'onorificenza resa a Raffaello dopo la sua morte), 1806, olio su tela, 130 x 190 cm, Rueil-Malmaison, Castello di Malmaison